# Liste der Stabkirchen

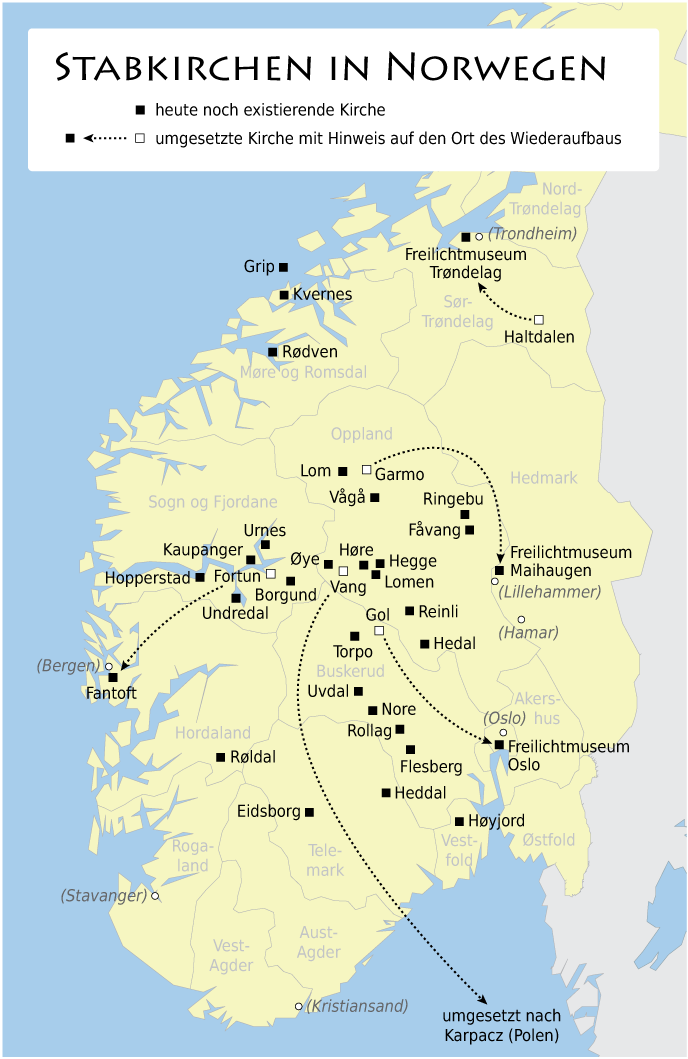
Karte der heute noch existierenden Kirchen in Norwegen

Die Liste der Stabkirchen listet sowohl die noch heute existierenden authentischen Stabkirchen mit einer mittelalterlichen Hochsäulenkonstruktion im Innern, als auch Nachbauten von Stabkirchen aus jüngerer Zeit auf. Von den ehemals etwa 750 Stabkirchen gibt es heute nur noch 30 authentische Stabkirchen. 28 stehen in Norwegen. Eine aus dem Mittelalter erhalten gebliebene Stabkirche außerhalb Norwegens ist die Stabkirche Hedared in Schweden. Eine von Norwegen translozierte Stabkirche ist die Kirche Wang in Polen.
Stabkirchen vom Typ A sind einschiffige Kirchen mit maximal einem Mittelmast, Kirchen vom Typ B sind größer und haben bis zu 12 freistehende Masten. Siehe auch Stabkirchenfamilien.

## Dreißig authentische Stabkirchen

### Norwegen

#### Buskerud
| Name, Ort           | Bild                 | Beschreibung |
| ------------------- | -------------------- | --- |
| Flesberg            |                      | Die Stabkirche Flesberg ist eine Stabkirche aus der zweiten Hälfte des 12. Jhdts. oder der ersten Hälfte des 13. Jhdts. Sie steht in der Kommune Flesberg. In schriftlichen Quellen wurde sie erstmals 1359 erwähnt. |
| Gol                 |                      | Die Stabkirche Gol wurde im 12. Jahrhundert erbaut. Da sie im 19. Jahrhundert abgebrochen werden sollte, wurde sie 1884 unter der Leitung von Nicolay Nicolaysen von Gol an den heutigen Standort versetzt und 1885 von dem Architekten Waldemar Hansteen nach dem Vorbild der Stabkirche Borgund rekonstruiert.                                                         |
| Nore Nore og Uvdal  |                      | Die Stabkirche Nore ist eine kreuzförmige Stabkirche. Teile ihrer Konstruktion wurden dendrochronologisch auf 1167 datiert. Durch Umbauten hat die Kirche Elemente der Renaissance und des Rokokos. |
| Rollag              |                      | Die Stabkirche Rollag wurde 1425 erstmals urkundlich erwähnt. Im 17. und 18. Jahrhundert wurde sie stark umgebaut. Die Hauptkonstruktion aus Saumdielen, die Liegestäbe, die Eckstäbe und ein Teil der Wandbretter sind noch original aus dem Mittelalter. Ursprünglich hatte die Kirche einen Laubengang.                                                               |
| Torpo Ål            | Stabkirche von Torpo | Die Stabkirche Torpo wurde dendrochronologisch auf um 1200 datiert und 1310 erstmals urkundlich erwähnt. Sie ist vermutlich der Nachfolgebau einer früheren Holzkirche. Die Kirche wurde in ihrer Geschichte stark verändert. Die Kirche hatte früher einen Laubengang, einen schmalen Chor und vermutlich eine Apsis. Die Kirche hat heute eine turmartige Erscheinung. |
| Uvdal Nore og Uvdal |                      | Die Stabkirche Uvdal stammt vermutlich aus der Zeit um 1200 n. Chr., wurde jedoch bis ins 19. Jahrhundert häufig umgebaut und verändert. Sie ist eine Einmaststabkirche. |

#### Innlandet
| Name, Ort           | Bild                   | Beschreibung |
| ------------------- | ---------------------- | --- |
| Garmo Lom           |                        | Die Stabkirche Garmo wurde wahrscheinlich um 1200 als Nachfolgebau einer früheren Kirche gebaut. Sie war ursprünglich eine einfache Kirche mit rechteckigem Schiff, einem schmalen Chor und wahrscheinlich einem Laubengang. Sie wurde in den nachfolgenden Jahrhunderten erweitert und wurde im 19. Jahrhundert abgerissen. Im 20. Jahrhundert wurde die Kirche aus der übriggebliebenen Substanz im Freilichtmuseum Maihaugen (Lillehammer) wieder aufgebaut. |
| Hedalen Sør-Aurdal  |                        | Die Stabkirche Hedalen wurde 1327 erstmals urkundlich erwähnt. Die Kirche wurde im Jahr 1699 stark umgebaut und verlor damit ihre ursprüngliche Form als einfache Langkirche. Um 1900 wurde die Kirche restauriert. Mittelalterliche Bausubstanz sind heute nur noch ein erheblicher Teil der Schiffskonstruktion sowie der Laubengang. |
| Hegge Øystre Slidre |                        | Die Stabkirche Hegge besteht aus Holz, das dendrochronologisch auf 1216 datiert wurde. Erstmals urkundlich erwähnt wurde sie 1327. Heute ist nur noch der Mittelteil der ursprünglichen Kirche im mittelalterlichen Zustand. |
| Høre Vang           |                        | Die Stabkirche Høre wurde im Jahr 1327 erstmals urkundlich erwähnt, wird aber auf die zweite Hälfte des 12. Jahrhunderts datiert. Runeninschriften zufolge müssen die verwendeten Baumstämme 1180 gefällt worden sein. |
| Lom                 | Stabkirche von Lom     | Die Stabkirche Lom wurde erstmals schriftlich 1270 erwähnt, man nimmt aber an, dass sie um 1200 entstand. Die Andreaskreuze wurden nachträglich eingebaut und deshalb ähnelt die Kirche heute dem Borgundtyp. |
| Lomen Vestre Slidre |                        | Die Stabkirche Lomen wurde auf das Jahr 1179 dendrochronologisch datiert. Die ersten schriftlichen Quellen stammen aus den Jahren 1325 und 1334. Die Kirche wurde im Jahr 1779 umgebaut und vergrößert. Bis 1914 war sie in liturgischem Gebrauch, bis die neue Kirche in Lomen gebaut wurde. |
| Reinli Sør-Aurdal   |                        | Die Stabkirche Reinli wurde erstmals im Jahre 1237 urkundlich erwähnt, lässt sich aber auf die zweite Hälfte des 13. Jahrhunderts datieren. Archäologische Untersuchungen ergaben, dass sie auf einer älteren christlichen Begräbnisstätte errichtet wurde. Die Kirche ist vermutlich ein Nachfolgebau einer Kirche, die einem Brand zum Opfer gefallen ist. |
| Ringebu             | Stabkirche von Ringebu | Die Stabkirche Ringebu wurde um das Jahr 1220 auf der Grundfläche einer Vorgängerkirche errichtet. Den charakteristischen roten Turm sowie das Querschiff erhielt die Kirche bei einem Umbau 1630 durch den Baumeister Werner Olsen. |
| Øye Vang            |                        | Die Stabkirche Øye wurde 1358 erstmals urkundlich erwähnt. Ein geschnitztes Portal dieser Kirche wurde auf die zweite Hälfte des 12. Jahrhunderts datiert. 1747 wurde die Kirche wegen Fäulnis abgerissen und die Bausubstanz wurde im Fußboden einer neuen Kirche verstaut. Nachdem sie im 20. Jahrhundert durch Handwerker entdeckt wurde, konnte sie wiederaufgebaut werden.                                                                                 |

#### Møre og Romsdal
| Name, Ort                                     | Bild                | Beschreibung |
| --------------------------------------------- | ------------------- | --- |
| Grip Kristiansund auf der Insel Grip          | Stabkirche von Grip | Die Stabkirche Grip steht auf der Insel Gripholmen und ist eine verhältnismäßig junge Stabkirche. Die Kirche wurde vermutlich im 14. Jahrhundert gebaut und erstmals 1589 urkundlich erwähnt. Im Jahr 1621 wurde die Kirche grundlegend restauriert und innen ausgemalt. Im 19. Jahrhundert wurde sie erweitert und im 20. Jahrhundert nochmals restauriert. |
| Kvernes Averøy südl. von Kristiansund         |                     | Die Stabkirche Kvernes wurde im Jahr 1432 erstmals urkundlich erwähnt. Sie war ursprünglich eine einschiffige Hallenkirche mit einem Chor in der Breite des Schiffes, wurde aber im 17. Jahrhundert stark umgebaut. |
| Rødven Rauma auf einer Insel im Romsdalsfjord |                     | Die Stabkirche Rødven ist um das Jahr 1200 als einfache Langkirche gebaut worden. 1589 wurde sie erstmals urkundlich erwähnt. Um das Jahr 1600 wurde die ursprünglich einfache Langkirche mit rechteckigem Schiff stark umgebaut. |

#### Telemark
| Name, Ort       | Bild                           | Beschreibung                                       |
| --------------- | ------------------------------ | -------------------------------------------------- |
| Eidsborg Tokke  |                                | Gebaut in der zweiten Hälfte des 13. Jahrhunderts. |
| Heddal Notodden | Stabkirche Heddal, Sommer 2006 | Gebaut im 13. Jahrhundert.                         |

#### Trøndelag
| Name, Ort          | Bild | Beschreibung |
| ------------------ | ---- | --- |
| Haltdalen Holtålen |      | Gebaut im 12. Jahrhundert. Anbau 1704, ab 1884 in Trondheim-Kalvskinnet wieder aufgebaut, jetzt im Trøndelag Folkemuseum in Trondheim-Sverresborg |

#### Vestfold
| Name, Ort          | Bild | Beschreibung              |
| ------------------ | ---- | ------------------------- |
| Høyjord Sandefjord |      | Gebaut im 11. Jahrhundert |

#### Vestland
| Name, Ort         | Bild                | Beschreibung |
| ----------------- | ------------------- | --- |
| Røldal            |                     | Die Stabkirche Røldal wurde um das Jahr 1250 gebaut und im Jahr 1462 erstmals urkundlich erwähnt. Die Kirche war ursprünglich eine einschiffige Hallenkirche. Im 19. Jahrhundert wurde sie erweitert und im 20. Jahrhundert umfassend restauriert. |
| Borgund Lærdal    |                     | Die Stabkirche Borgund wurde 1180 gebaut und gehört zu den herausragendsten Beispielen der norwegischen Stabbaukunst. Sie ist eines der ältesten Holzgebäude Europas und ein touristischer Anziehungspunkt. Südlich des Kirchhofes steht ein Glockenturm. |
| Hopperstad Vik    |                     | Die Stabkirche Hopperstad wurde um 1140 gebaut. Ausbau im 17. Jahrhundert 1885–91: Re-Restaurierung zum mittelalterlichen Original nach dem Vorbild von Borgund, Architekt: Peter Andreas Blix. Die Andreaskreuze wurden nachträglich eingebaut und deshalb ähnelt die Kirche heute dem Borgundtyp. |
| Kaupanger Sogndal |                     | Die Stabkirche Kaupanger ist ein Nachfolgebau einer Vorgängerkirche, die in den Jahren 1183 und 1184 urkundlich erwähnt wurde. Im 17. Jahrhundert und 1862 wurde die Kirche mehrfach umgebaut. 1960 wurde sie restauriert. Dabei bemühte man sich, die Veränderungen der Neuzeit rückgängig zu machen und dem Bau sein mittelalterliches Aussehen zurückzugeben. |
| Undredal Aurland  |                     | Die Stabkirche Undredal wurde vermutlich 1147 gebaut. Sie ist die kleinste der authentischen Stabkirchen und hat 40 Sitzplätze. 1722 wurde der Laubengang der Kirche entfernt und das erste Fenster eingebaut. Um 1850 wurde die Vorhalle und der letzte Teil des Schiffs angebaut. Die Kirche wurde innen weiß gestrichen. Nach einem großen Umbau 1961 wurde der weiße Anstrich wieder entfernt und die originalen Malereien wurden wieder sichtbar. Die Kirche wurde 1984 nochmals restauriert.                                   |
| Urnes Luster      | Stabkirche in Urnes | Die Stabkirche Urnes stammt aus dem 12. und 13. Jahrhundert. Sie ist vor allem für ihr reich geschnitztes, von einer früheren Kirche übernommenes Nordportal bekannt, weshalb sie 1979 in die Liste des UNESCO-Weltkulturerbes aufgenommen wurde. Dieses Nordportal ermöglichte zum ersten Mal die wissenschaftliche Erkenntnis, dass Stabkirchen meist auf dem Grund von einfacheren Vorgängerbauten errichtet wurden. Die Kirche vereinigt in sich Spuren keltischer Kunst mit Traditionen der Wikinger und Bauformen der Romanik. |

### Polen
| Name, Ort    | Bild | Beschreibung |
| ------------ | ---- | --- |
| Wang Karpacz |      | Gebaut im 12. Jahrhundert in Vang 1841 abgebaut, 1842 bei Krummhübel in Schlesien (heute Karpacz in Polen) wieder errichtet |

### Schweden
| Name, Ort | Bild | Beschreibung   |
| --------- | ---- | -------------- |
| Hedared   |      | Gebaut um 1500 |

### Estland
| Name, Ort                                         | Bild | Beschreibung |
| ------------------------------------------------- | ---- | ------------ |
| Kirche zur Heiligen Magdalena auf der Insel Ruhnu |      | Gebaut 1644  |

## Nachbauten von Stabkirchen und ehemalige Stabkirchen

### Deutschland
| Name, Ort                                           | Bild | Beschreibung |
| --------------------------------------------------- | ---- | --- |
| Gustav-Adolf-Stabkirche Hahnenklee                  |      | Vorbild für diese verhältnismäßig große Stabkirche war vermutlich die Stabkirche Borgund, 1908                                         |
| St. Nikolai Lübeck                                  |      | Nachbau der Stabkirche Haltdalen im Jahr 2007                                                                                          |
| Norwegische Stabkirche im Europa-Park Rust          |      | Gebaut 1992. Replikat einer Stabkirche des Typs B im Kleinformat mit ausgebautem Inneren.                                              |
| Friedhofskapelle auf dem Südwestkirchhof Stahnsdorf |      | Hölzerne Friedhofskapelle nach dem Vorbild norwegischer Stabkirchen, 1908 bis 1911 durch den Kirchenbaumeister Gustav Werner errichtet |
| Stabkirche bei Stiege                               |      | 1905 erbaute, noch im Originalzustand erhaltene Stabkirche                                                                             |

### Island
| Name, Ort              | Bild | Beschreibung                                   |
| ---------------------- | ---- | ---------------------------------------------- |
| Heimaey Vestmannaeyjar |      | Nachbau der Stabkirche Haltdalen im Jahr 2000. |

### Norwegen
| Name, Ort                     | Bild                         | Beschreibung |
| ----------------------------- | ---------------------------- | --- |
| Sankt-Olavs-Kirche Balestrand |                              | Gebaut 1897. Die Kirche hat Elemente der Stabkirchenarchitektur als Vorbild. |
| Beiarn Nordland               |                              | Privater Nachbau der Stabkirche Gol im Jahr 2006. |
| Fantoft Bergen                | Stabkirche Fantoft 2006      | Gebaut im 12. Jahrhundert. Die Kirche stand früher in Fortun und wurde 1883 in Fantoft wieder aufgebaut. Nach einem Brandanschlag am 6. Juni 1992 brannte die Kirche vollständig nieder und wurde wieder aufgebaut. 1997 konnte sie der Öffentlichkeit freigegeben werden. |
| Fåvang                        | Fåvang Kirche                | Gebaut in der zweiten Hälfte des 12. Jahrhunderts. Umbau 1627–1630. |
| Vågå                          |                              | Gebaut in der zweiten Hälfte des 12. Jahrhunderts. Umbau zwischen 1625 und 1627. |
| Gol                           | Neue Stabkirche von Gol      | Replikat der Kirche, die 1884 nach Christiania, heute Oslo, versetzt und äußerlich neu gestaltet wurde. Gebaut 1996. |
| Haltdalen Holtålen            | Neue Stabkirche in Haltdalen | Replikat der Kirche, die 1937 ins Trøndelag Folkemuseum in Trondheim versetzt wurde. Eingeweiht 2004. |

### Schweden
| Name, Ort                                  | Bild                    | Beschreibung |
| ------------------------------------------ | ----------------------- | --- |
| Stabkirche Hållandsgårdens Åre, Jämtland   |                         | 1999 |
| Stabkirche Häggviks Nordingrå, Norrland    |                         | 2000 |
| Stabkirche Kårböle Ljusdal, Gävleborg      |                         | 1989 |
| Stabkirche Skaga Töreboda, Västra Götaland |                         | Gebaut im 12. Jahrhundert. Abgebrochen im 19. Jahrhundert, wiederaufgebaut in den 1950er Jahren. Nach einem Brand musste sie 2001 erneut gebaut werden. |
| Stabkirche von Hemse Hemse, Gotland        | Zeichnungen des Portals | Gebaut in der ersten Hälfte des 12. Jahrhunderts. Abgebrochen ca. Anfang des 13. Jahrhunderts beim Neubau einer Steinkirche am selben Ort.              |

### USA
| Name, Ort                                                 | Bild | Beschreibung |
| --------------------------------------------------------- | ---- | --- |
| Chapel in the Hills Rapid City, South Dakota              |      | Gebaut 1969. Kopie der Stabkirche von Borgund. Die Kirche wird von einer lutherischen Gemeinde genutzt. |
| Boynton Chapel Bjorklunden, Door County, Wisconsin        |      | Erbaut 1939–1947 von Winifred und Donald Boynton auf ihrem eigenen Gelände nach dem Vorbild der Garmo-Stabkirche in Maihaugen bei Lillehammer. Die Kapelle steht heute auf dem Bjørklunden-Campus der University of Wisconsin.                |
| Kirche im Heritage Hjemkomst Moorhead, Minnesota          |      | Gebaut 1997–1998. Die Kirche ist das Lebenswerk von Guy Paulson, der 25 Jahre lang die Holzschnitzereien dafür anfertigte. Sie ist nach der Stabkirche Hopperstad gestaltet.                                                                  |
| Kirche im Little Norway Dodgeville, Wisconsin             |      | Gebaut 1893. Dieses Gebäude ist der norwegische Pavillon der Weltausstellung von 1893, gebaut im Stil einer Stabkirche. 1993 renoviert, war das Gebäude Hauptattraktion von „Little Norway“.                                                  |
| St. Swithun’s Warren County, Indiana                      |      | |
| Trinity Lutheran Church’s Washington Island, Wisconsin    |      | Gebaut 1992. Die Kirche wurde auf Initiative von Pastor Chester Nerenhausen ab 1983 durch Spendensammlung finanziert und ist heute als Kirche in Betrieb.                                                                                     |
| Kirche im Epcot Florida                                   |      | Gebaut 1982. Das Äußere wurde von der Stabkirche Gol übernommen, nur fehlt der Chor und die Apsis. Ebenso ist sie kleiner als die Stabkirche in Gol. Das Innere wird als Ausstellungshalle genutzt und erinnert nicht an übliche Stabkirchen. |
| Kirche im Scandinavian Heritage Park, Minot, North Dakota |      | Gebaut 1999–2001. Die Kirche ist eine genaue Kopie der Stabkirche Gol im Scandinavian Heritage Park. |